# Sora Aoi
Sora Aoi (蒼井そら?, Aoi Sora, "cielo blu"; Tokyo, 11 novembre 1983) è un'attrice, attrice pornografica e Gravure Idol giapponese.

## Biografia

### Gli inizi
Sora Aoi è nata l'11 novembre 1983 a Tokyo. Da studentessa ha lavorato part time in varie attività di ristorazione, come pizzerie, pub e sushi bar. Prima di entrare nell'industria AV (Adult Video) stava studiando per diventare un'insegnante di scuola dell'infanzia. Durante il suo terzo anno di scuola superiore, la Aoi fu notata a Shibuya da un'agenzia di talento per modelle gravure idol. Sulla scelta del nome d'arte, ha spiegato: "L'agente mi chiese qual era il mio colore preferito. Io risposi il blu (青?, ao). Poi chiese cosa mi piaceva in generale. Io risposi il cielo (空?, sora). Così lui scelse Aoi Sora." che significa "cielo blu" in giapponese.
Nel novembre del 2001 è avvenuto il suo debutto come modella. Per "la bellezza dei suoi occhi, il suo sorriso" e per "il suo seno prosperoso" è diventata velocemente una popolare modella da rivista.
Nel luglio del 2002 ha debuttato come AV idol in Happy Go Lucky! per l'etichetta Alice Japan, parte della compagnia Kuki Inc. che all'epoca era una delle maggiori produttrici di materiale pornografico in Giappone.

### Il format documentario
La critica ha spesso evidenziato il format documentario impiegato in molti film per adulti giapponesi. Il secondo film della Aoi, il primo con l'etichetta Samansa (anche chiamata Samantha, di proprietà della compagnia di produzione Max-A), segue tale format con lo stereotipo della ripresa della prima esperienza sessuale dell'attrice. La testimonianza del "risveglio sessuale", inteso come iniziazione al rapporto sessuale, da parte di un'attrice al debutto è molto importante per il pubblico giapponese di materiale pornografico. Il film The Blue Sky: Sora Aoi mette in scena proprio questo tema, mostrando la Aoi che usa per la prima volta nella sua vita un sex toy per provare piacere sessuale. In Facial, pubblicato nell'agosto del 2002, la Aoi copula con un uomo che la filma con una telecamera in mano ed il suo comportamento viene descritto come "molto realistico e selvaggio". In una recensione sul film è stato notato che la Aoi diventava sempre più selvaggia col passare del tempo.
Un altro film che persegue il format documentario è il capitolo della serie Bubbly Heaven pubblicato nell'agosto del 2003. Tale serie mostra delle AV idol popolari che imparano le tecniche sessuali da usare nelle soapland da attrici più esperte, col dimostrare al pubblico l'acquisizione di nuove abilità sessuali.

### Le fiction AV
Oltre al format pseudo-documentario, negli AV giapponesi anche le fiction posseggono una certa popolarità. In 50/50, del dicembre 2002, la Aoi interpreta una donna che lavora in un ristorante ed in un cabaret club per pagarsi l'affitto dell'appartamento nel quale vive col proprio ragazzo. In una recensione, tale film è stato definito di "dolce" qualità a causa dei tanti baci che la Aoi dava agli attori durante le scene. In Wet and Tender, del febbraio 2003, la Aoi interpreta il ruolo di una prostituta che esegue solo sesso orale e tutti i soldi guadagnati li consegna al proprio ragazzo. Quando viene molestata da uno stalker, il suo ragazzo scappa via, ma la prostituta viene salvata da uno dei suoi clienti che si era innamorato di lei.
In Sexy Fruit, pubblicato nell'aprile del 2003, la Aoi interpreta un'aspirante Idol che fornisce sesso orale per le lezioni di canto e rapporti sessuali per le lezioni di recitazione. Nel maggio del 2003 è apparsa in un capitolo della serie di genere "incesto", Sister's Secret, nella quale la Aoi interpreta una sorella che copula col proprio fratello. In Sexy Butt, del giugno 2003, la Aoi interpreta una ragazza che fa un sogno erotico nel quale il suo attore preferito, del quale è innamorata, la penetra con le dita.

### Altri generi
Oltre ai format documentario e fiction, la Aoi ha anche recitato in alcuni AV di genere avventura-fantascienza. cosmic girl, pubblicato nell'ottobre del 2002 dall'etichetta Alice Japan, è una commedia erotica-fantascientifica nella quale la Aoi interpreta una supereroina che combatte contro degli alieni provenienti da "Vibe-star", finendo per copulare con loro. Durante il film l'attrice appare anche in yukata ed esegue una scena di canto. Nella serie Splash, pubblicata nel giugno del 2003, in un futuro non troppo lontano l'umanità è tenuta in ostaggio da "specie oceaniche" col quale la Aoi esegue rapporti sessuali.
Nel 2010 interpreta il ruolo di protagonista nel film horror Big Tits Zombie, adattamento cinematografico per adulti, girato in 3D, del manga cult Kyonyū Dragon di Rei Mikamoto.

### Popolarità come AV Idol
Grazie alle sue performance durante il primo anno di carriera nell'industria AV giapponese, la Aoi ha vinto il premio "Best Breasts" (tette migliori) all'AV Grand Prix nel 2003. Nello stesso anno è apparsa in High School Teacher, film del genere pinku eiga, nel quale ha interpretato due ruoli: l'insegnante di una scuola superiore e l'alunna che si è suicidata l'anno prima dell'arrivo della stessa insegnante. Per il ruolo in un altro pinku eiga, Tsumugi (制服美少女 先生あたしを抱いて?, Seifuku bishōjo: Sensei atashi wo daite), la Aoi ha vinto il premio "Best Actress" (miglior attrice) al Pink Grand Prix nel 2004. Tale film fu classificato come quarto miglior pinku eiga dell'anno.
Dopo aver lavorato con le etichette Alice Japan e Max-A, alla fine del 2004 la Aoi è passata alla "S1 No.1 Style" ed il suo primo film con quest'etichetta è stato Sell Debut, pubblicato l'11 novembre 2004. Due suoi film con la S1 si sono posizionati al primo posto dell'AV Open, una competizione che assegna premi ai migliori film pornografici giapponesi, Hyper – Barely There Mosaic (ハイパーギリギリモザイク?) (insieme alle AV Idol Maria Ozawa, Yua Aida, Yuma Asami e Honoka) nel 2006 e Hyper Risky Mosaic - Special Bath House Tsubaki (ハイパーギリギリモザイク 特殊浴場 TSUBAKI 貸切入浴料1億円?) (insieme ad altre 11 AV Idol tra cui Yuma Asami, Honoka e Asami Ogawa) nel 2007.
Nel 2005 la Aoi è stata la seconda celebrità femminile più cercata in Giappone sui motori di ricerca.
La pagina web di Sora Aoi su Twitter non è raggiungibile dagli utenti cinesi perché Twitter è bloccato in Cina. Nonostante ciò, l'11 aprile 2010 la pagina di Sora Aoi su Twitter è stata raggiunta da molti utenti cinesi che hanno usato un software per eludere la censura. L'Aoi, intervenendo sulla pagina, si è sorpresa della loro visita e li ha ringraziati. Pochi giorni dopo la Aoi ha aggiornato il suo blog cinese con una lettera dedicata ai suoi fan in Cina.

### Popolarità in TV e nel cinema
Durante la carriera di AV idol è apparsa in alcuni dorama giapponesi e ha partecipato saltuariamente ad alcuni programmi televisivi di intrattenimento. Tra le fiction più popolari, ha recitato in Galileo (ガリレオ?), un dorama investigativo, e in Shimokita GLORY DAYS (下北GLORY DAYS?), fiction da seconda serata basata su un manga che tratta di uno studente trasferitosi a Tokio che si ritrova a condividere l'appartamento nel quale vive con molte belle ragazze. In Shimokita GLORY DAYS la Aoi non è la sola AV Idol a partecipare, infatti vi sono anche Yuma Asami e Honoka.
Ha anche recitato in un film per ragazzi thailandese dal titolo Hormones (ปิดเทอมใหญ่ หัวใจว้าวุ่น Pidtermyai huajai wawoon) distribuito nelle sale cinematografiche thailandesi il 5 marzo 2008. L'Aoi interpreta una turista giapponese in viaggio in Thailandia che incontra uno dei protagonisti e gli fa dimenticare la propria ragazza. Il regista del film, Songyos Sugmakanan, è stato molto criticato per aver fatto partecipare un'attrice pornografica al cast di un film rivolto ai giovani e per tale motivo la casa di produzione, GMM Tai Hub, per evitare un potenziale scandalo ha deciso di omettere il nome della Aoi dai materiali promozionali, nonostante essa appaia nel trailer e sia stata invitata al tour promozionale in giro per la Thailandia. Il regista ha difeso la sua scelta dichiarando che Sora Aoi è stata molto professionale ed era la scelta ideale per comunicare messaggi sessuali nel suo film. Grazie alla sua partecipazione, Hormones ha vinto il "Premio Speciale della Giuria" alla quarta edizione dell'Asian Marine Film Festival nel 2008.
Nel 2009 ha debuttato nella televisione sudcoreana con la fictionKorean Classroom, trasmessa dal canale "tvN Asia" a partire dalla fine di maggio. La fictiontratta di tre studentesse giapponesi che visitano la Corea e si innamorano di tre ragazzi del posto. Le tre studentesse protagoniste sono interpretate da tre AV idol, Sora Aoi, Rio (Tina Yuzuki) e Mihiro. I primi tre episodi sono dedicati ognuno ad una studentessa diversa, mentre nell'episodio finale compaiono tutte e tre insieme. Successivamente alla trasmissione della fiction, la Aoi ha partecipato ad alcuni talk show della televisione sudcoreana.
Alla conferenza stampa per la presentazione di Korean Classroom la Aoi ha dichiarato di essere sorpresa per la sua popolarità in Corea del Sud e di essere consapevole che la sua professione di attrice pornografica è molto discussa. Però ha precisato che se non fosse stato per i suoi film pornografici, lei non sarebbe così popolare, quindi non ha intenzione di oscurare il suo passato.

## Controversie sulla naturalezza del seno
È stato riportato che al debutto come modella nel 2001 la misura del seno della Aoi era una coppa F che successivamente è diventata una coppa G nel 2003.
Non esistono al momento fonti che accertino che il seno della Aoi sia naturale o sottoposto a chirurgia plastica e la stessa AV idol non ha mai dichiarato nulla in merito. Tuttavia i suoi fan hanno potuto partecipare sul web a diverse discussioni sull'argomento, esprimendo pareri contrastanti.
Nell'articolo Pursuing perfection: Breast Surgery 101, scritto per il sito "Asian-Sirens", Lee J Mac si dice sorpreso del fatto che molte persone credano che la Aoi abbia un seno naturale, perché in una delle sue tante foto si possono svelare alcuni particolari che facciano pensare il contrario. Secondo l'autore dell'articolo, il motivo per cui la maggior parte delle persone crede che la Aoi abbia un seno naturale sta nella convinzione dell'esistenza di sole protesi mammarie rigide, mentre la Aoi avrebbe delle protesi soffici ed elastiche che fanno sembrare il suo seno come naturale.

## Filantropia
In seguito al terremoto dello Yushu a Qinghai in Cina, avvenuto il 14 aprile 2010, la Aoi ha organizzato su Twitter una raccolta fondi da destinare alla regione colpita dal sisma. I fondi verranno raccolti attraverso la vendita dei suoi video e delle sue foto. Tale iniziativa ha attratto molti utenti ed è stata accolta con diverse opinioni; alcuni ritengono che sia un gesto onorevole mentre altri pensano che sia un'operazione atta a far guadagnare alla Aoi ulteriore denaro dalla vendita del proprio materiale pornografico.

## Riconoscimenti
- 2003 AV Grand Prix – Attrice con le tette migliori[6]
- 2004 Pink Grand Prix – Miglior attrice in un pinku eiga[29]

- Premi a film pornografici
  - 2006 AV Open – 1º posto – Hyper – Barely There Mosaic (ハイパーギリギリモザイク?)[32]
  - 2007 AV Open – 1º posto – Special Bath House Tsubaki (ハイパーギリギリモザイク 特殊浴場 TSUBAKI 貸切入浴料1億円?)[33]

- Premi a film non pornografici
  - 2008 Asian Marine Film Festival – Premio speciale della giuria – Hormones[45]

## Filmografia parziale

### Cinema
- Gun Crazy: Episode 4 (ＧＵＮ ＣＲＡＺＹ Ｅｐｉｓｏｄｅ４ 用心棒の鎮魂歌?, Seifuku Bisyojo Sensei Atashi wo Daite), regia di Atushi Muroga (2003)[53]
- Stop the Bitch Campaign: Hell Version (援助交際撲滅運動 地獄変?, Enjo-kosai Bokumetsu Undo: Jigoku-hen), regia di Kosuke Suzuki (2004)[53]
- Memories of Matsuko (嫌われ松子の一生?, Kiraware Matsuko no isshō), regia di Tetsuya Nakashima (2006)[53]
- Hormones (ปิดเทอมใหญ่ หัวใจว้าวุ่น Pit Thoem Yai Hua Chai Wawun), regia di Songyos Sugmakanan (2008)[53]
- Torso (トルソ?, Toruso), regia di Yutaka Yamasaki (2010)[53]
- The Big Tits Dragon (巨乳ドラゴン 温泉ゾンビ VS ストリッパー５?, Kyonyû doragon: Onsen zonbi vs sutorippâ 5), regia di Takao Nakano (2010)[53]

### Dorama
- Shimokita GLORY DAYS (下北GLORY DAYS?, Shimokita Glory Days) (2006)[40]
- Galileo (serie televisiva) (ガリレオ?, Garireo) (2007)[39]
- Korean Classroom (2009)[46]

## Photobook
| Titolo inglese     | Titolo originale     | Data pubblicazione |
| ------------------ | -------------------- | ------------------ |
| Blue               | Blue                 | agosto 2002        |
| Imouto dakedo...   | いもうとだけど・・・ | febbraio 2003      |
| Lovepara Fate      | らぶぱら 運命        | maggio 2003        |
| Lovex 07 Sora Aoi  | Lovex 07 蒼井そら    | novembre 2003      |
| Karami 21 Sora Aoi | Karami 21 蒼井そら   | marzo 2004         |